# 키노스케팔라이 전투
키노스케팔라이 전투(Battle of Cynoscephalae)는 기원전 197년 제2차 마케도니아 전쟁에서 테살리아의 키노스케팔라이에서 티투스 퀸크티우스 플라미니누스가 이끄는 로마 군과 필리포스 5세가 이끄는 마케도니아 군 사이에서 일어난 대규모 교전이다.

## 배경
기원전 198년에 30세가 채 안 된 젊은 나이로 로마의 집정관이 된 티투스 퀸크티우스 플라미니누스는 기원전 200년부터 계속되고 있었던 마케도니아 전쟁에 사령관으로 부임했다.선임자인 푸블리우스 설피키우스 갈바와 푸블리우스 빌리우스 타풀루스가 전투에 소극적이었기 때문에, 스스로 그렇게 하지 않겠다고 결의를 했다. 함대사령관과 공동 작전을 펼쳤고, 또한 제2차 포에니 전쟁 중 히스파니아에서 스키피오 아프리카누스 휘하의 하스드루발 바르카를 격파한 부대에서 3000명의 정예를 뽑아 원정군에 동원했다.
이피로스 들어간 플라미니누스는 신속하게 아프소스 강 근처의 좁고 험한 곳에 진을 치고 있던 필리포스 5세가 이끄는 마케도니아 군을 물리쳤다. 패배를 당한 마케도니아 군은 테살리아로 패주하면서, 추격해 오는 적에게 아무것도 남기지 않게 도시의 주민을 산지로 쫓아낸 후 불을 질렀다. 반면 플라미니누스는 병사들에게 “보호를 요청한 나라의 국토를 통과할 경우 자국에서 하던 것처럼 행동하라”고 명령하고 이를 지키게 했다. 따라서 테살리아의 도시 대부분은 로마 군에게 성문을 열어 동맹을 맺었고, 마케도니아 측에 섰던 아카이아는 로마로 돌아섰다.
그 후, 필리포스는 플라미니누스에게 강화를 타진했다. 플라미니누스는 그리스의 자치를 인정하고, 주둔군을 철수하라는 조건을 내세웠고, 필리포스가 거부했기 때문에 강화 제의는 결렬되었다. 그 후, 플라미니누스는 보이오티아로 군을 진격하여 보이오티아를 아군으로 만들었다. 다급해진 필리포스는 로마 본국으로 강화를 요구하는 사자를 보냈다. 플라미니누스도 대리인을 보내 항변했기 때문에 또 다시 로마 원로원을 통해 강화를 하려던 필리포스의 계획은 무산되었다. 이 결과를 알게 된 플라미니누스는 결전을 준비했다. 26,000명의 병력을 테살리아로 진격시킨 후, 아이톨리아에서 보병 6000명, 기병 400기가 합류해 총 32,400명이 되었다. 필리포스의 병력은 25,500명 중 2,000명이 기병이었다. 그리고 양군은 스코투사 근처에서 마주쳤다.

## 대회전

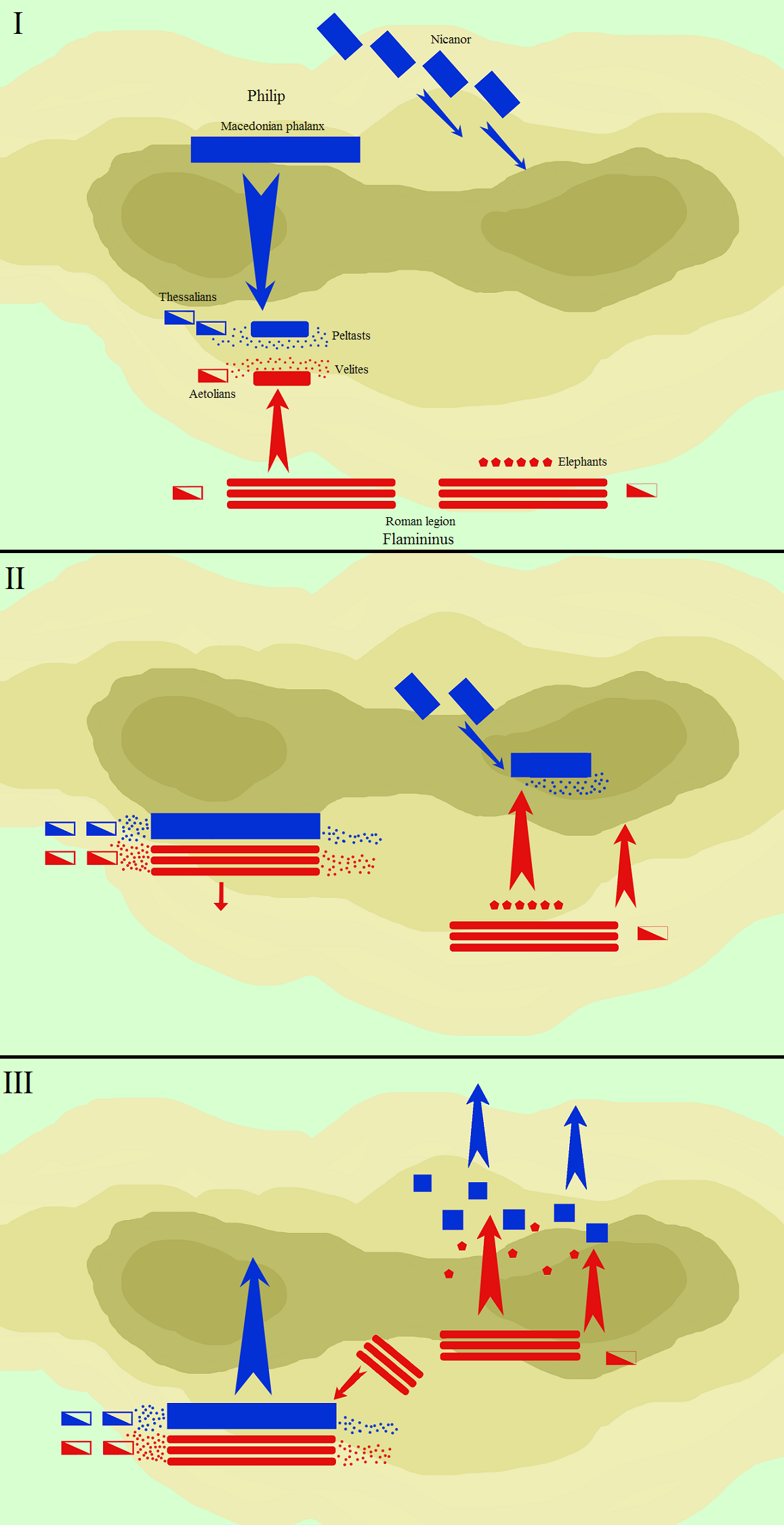
양측의 병력 전술도

다음날, 밤부터 내리던 비가 그친 후 주변은 짙은 안개로 덮여 시계를 확보할 수 없었다. 따라서 양측은 정찰대를 파견했고, 키노스케팔라이에서 조우전이 일어났다. 쌍방 모두 지원군을 투입하여 싸웠는데, 안개가 걷히면서 시야가 회복되었기 때문에 전면 충돌 단계가 되었다.
우익에 진을 치고 있던 필리포스는 마케도니아군이 점령하고 있던 고지대로부터 팔랑크스 전군을 투입하였다. 팔랑크스의 사리사 창 숲은 금세 로마군을 무너뜨렸다. 반면, 마케도니아 군 좌익의 지형은 기복이 심했기 때문에 그 전열이 무너져 단속을 하고 있었다. 이를 본 플라미니누스는 궁지에 빠진 좌익을 돕지 않고, 주력을 우익에 집중시켜 돌격시켰다. 제대로 팔랑크스를 형성하지 못한 좌익 마케도니아 병사들은 민첩한 행동에 적합하지 않은 중갑을 입고, 개별적으로 로마군과 싸울 수밖에 없었다. 팔랑크스의 힘은 그 밀집대형에 있었기 때문에 하나의 집단이 되어 싸우고 있을 때는 강했지만, 반대로 팔랑크스를 형성할 수 없는 경우에는 중장비 때문에 세가 줄어들었다. 그리고 당시의 마케도니아 군 좌익이 그런 상황에서 싸운 것이다.
로마군 우익은 마케도니아 군 좌익을 물리친 뒤 일부는 추격을 했고, 나머지는 텅 빈 적의 측면을 공격했다. 측면에서 적에게 포위된 나머지 마케도니아 군은 대혼란에 빠져 패주를 하거나, 항복했다. 이 전투에서 마케도니아 군은 8000명의 전사자와 5000명의 포로를 냈고, 로마의 전사자는 불과 700명이었다.

## 이후
이 후 필리포스는 플라미니누스에 항복했고, 제2차 마케도니아 전쟁에서 마케도니아 패전을 결정했다. 아이톨리아는 불만을 호소했지만, 플라미니누스는 (일리리아와 그리스의 완충지대 역할로) 필리포스의 왕위를 유지시켰다. 대신 마케도니아 전군은 그리스에서 철수했고, 1000 달란트의 배상금을 지불했다. 또한 배 10척을 남기고, 전 함대를 인도했고, 데메트리오스 왕자를 로마에 볼모로 보낸다는 조건을 필리포스에게 내세웠다. 이렇게 마케도니아를 이긴 플라미니누스는 그리스 각지에서 해방자로 열렬한 환영을 받았다. 이 패전 후 필리포스는 친로마 노선으로 방향을 선회하였고, 그의 생전에 마케도니아는 로마에 대들지 못했다. 키노스케팔라이 전투는 기원전 168년의 〈피드나 전투〉와 함께 팔랑크스에 대한 로마 레기온의 우위를 보여준 대표적인 전투로 손꼽힌다.